# Arrondissement de Neustadt an der Aisch-Bad Windsheim
L'arrondissement de Neustadt an der Aisch-Bad Windsheim est un arrondissement  ("Landkreis" en allemand) de Bavière   (Allemagne) situé dans le district ("Regierungsbezirk" en allemand) de Moyenne-Franconie. 
Son chef lieu est Neustadt an der Aisch.

## Villes, communes & communautés d'administration
(nombre d'habitants en 2006)
| Städte 1. Bad Windsheim (12 129) 2. Burgbernheim (3 038) 3. Neustadt an der Aisch (12 358) 4. Scheinfeld (4 712) 5. Uffenheim (6 268) Märkte 1. Baudenbach (1 194) 2. Burghaslach (2 538) 3. Dachsbach (1 776) 4. Emskirchen (6 100) 5. Ippesheim (1 124) 6. Ipsheim (2 168) 7. Marktbergel (1 621) 8. Markt Bibart (1 984) 9. Markt Erlbach (5 726) 10. Markt Nordheim (1.170) 11. Markt Taschendorf (1.075) 12. Neuhof an der Zenn (2.099) 13. Obernzenn (2.712) 14. Oberscheinfeld (1 283) 15. Sugenheim (2 375) 16. Uehlfeld (2 989) | Gemeinden 1. Diespeck (3 656) 2. Dietersheim (2 149) 3. Ergersheim (1 150) 4. Gallmersgarten (808) 5. Gerhardshofen (2 543) 6. Gollhofen (829) 7. Gutenstetten (1 398) 8. Hagenbüchach (1 251) 9. Hemmersheim (686) 10. Illesheim (912) 11. Langenfeld (1 014) 12. Münchsteinach (1 470) 13. Oberickelsheim (702) 14. Simmershofen (977) 15. Trautskirchen (1 338) 16. Weigenheim (1 011) 17. Wilhelmsdorf (1 310) Gemeindefreie Gebiete (2,74 km²) 1. Osing (2,74 km²) | Verwaltungsgemeinschaften 1. Burgbernheim avec les communes membres Burgbernheim (ville), Gallmersgarten, Illesheim et Marktbergel (Markt) 2. Diespeck avec les communes membres Baudenbach (Markt), Diespeck, Gutenstetten et Münchsteinach 3. Hagenbüchach-Wilhelmsdorf avec les communes membres Hagenbüchach et Wilhelmsdorf 4. Neuhof an der Zenn avec les communes membres Neuhof an der Zenn (Markt) et Trautskirchen 5. Scheinfeld avec les communes membres Langenfeld, Markt Bibart (Markt), Markt Taschendorf (Markt), Oberscheinfeld (Markt), Scheinfeld (ville) et Sugenheim (Markt) 6. Uehlfeld avec les communes membres Dachsbach (Markt), Gerhardshofen et Uehlfeld (Markt) 7. Uffenheim avec les communes membres Ergersheim, Gollhofen, Hemmersheim, Ippesheim (Markt), Markt Nordheim (Markt), Oberickelsheim, Simmershofen, Uffenheim (ville) et Weigenheim |